# James Guyon junior
James Guyon junior (* 24. Dezember 1778 in Richmond, New York; † 9. März 1846 ebenda) war ein US-amerikanischer Offizier und Politiker. Zwischen 1820 und 1821 vertrat er den Bundesstaat New York im US-Repräsentantenhaus.

## Werdegang
James Guyon wurde während des Unabhängigkeitskrieges in Richmond geboren und wuchs dort auf. Er besuchte die örtlichen Schulen. Danach war er als Farmer tätig. Daneben besaß und betrieb er eine Kurzwarenhandlung und eine Taverne. Guyon diente auch in der Miliz von New York. 1807 wurde er zum Captain in der zweiten Schwadron der ersten Kavalleriedivision ernannt. Eine Beförderung zum Major erfolgte im Jahr 1814 und eine weitere zum Colonel im Jahr 1819 mit dem Kommando über das erste Regiment der Berittenen Artillerie. Darüber hinaus verfolgte er eine politische Laufbahn. Er saß 1812 und 1813 in der New York State Assembly. In dieser Zeit schloss er sich der von Thomas Jefferson gegründeten Demokratisch-Republikanischen Partei an. Bei den Kongresswahlen des Jahres 1818 wurde Ebenezer Sage erneut im ersten Wahlbezirk von New York in das US-Repräsentantenhaus in Washington, D.C. wiedergewählt, wo er am 4. März 1819 die Nachfolge von George Townsend antrat. Allerdings konnte Guyon am 14. Januar 1820 dessen Wahl auf Grundlage einer nicht ordnungsgemäßen Anmeldung erfolgreich anfechten. Da er im Jahr 1820 auf seine Kandidatur verzichtete, schied er nach dem 3. März 1821 aus dem Kongress aus. Danach war er wieder als Farmer tätig und widmete sich seinem Geschäft. Er verstarb am 9. März 1846 in Richmond und wurde dann auf dem Friedhof der St.-Andrew-Kirche beigesetzt.

## Familie
Seine Eltern waren Susannah und James Guyon (* 1746). Er war dreimal verheiratet, zuerst mit Ann Bedell, dann mit Ann Perine und zuletzt mit Martha Seguine. Aus der ersten Ehe ging eine Tochter hervor. Die folgenden Ehen blieben kinderlos.